# Vickers Vespa
Vickers Vespa — британский многоцелевой биплан, созданный компанией Vickers Limited в 1920 году. Самолет не был принят на вооружение британскими ВВС, малые партии были закуплены Ирландским Свободным Государством и Боливией, которая позднее использовала их в Чакской войне.

## Дизайн и разработка
Первый прототип самолета совершил полет в сентябре 1925 года. Он представлял собой одномоторный биплан с тонким фюзеляжем, подвешенным между двумя деревянными крыльями. 24 июня 1926 года был доставлен для оценки Королевскими военно-воздушными силами, на испытаниях он совершил аварийную посадку из-за неисправности двигателя, и был сильно поврежден. Затем самолет перестроили, в модификацию Vespa II уже со стальными крыльями, обтянутыми тканью, но ВВС Британии отказались принять самолет на вооружение.
Однако, самолет привлек внимание Боливии, которая в 1928 году заключила контракт на поставку 6-ти самолетов модификации Vespa III с металлическими крыльями, также им заинтересовалась Ирландия, купившая в 1929 году 4 самолета Vespa IV, и еще 4 Vespa V в 1930.
Прототип самолета Vespa IV также был создан для демонстрации китайскому правительству, но он не был приобретен, и его вернули обратно в Британию. Самолет был перестроен как Vespa VII с двигателем Bristol Pegasus, с которым самолет установил мировой рекорд высоты в 43,976 футов (13,407 метров) 16 сентября 1932 года.

## История применения
6 Vespa III были доставлены в Боливию в 1928 году, где использовались как учебные самолеты, также они принимали участие в Чакской войне, как самолеты-разведчики и дальние бомбардировщики. Самолеты летали в основном на малых высотах. Они оставались на вооружении до 1935 года.
8 Ирландский самолетов Vespa оставались на вооружении в течение нескольких лет, и управлялись с базы Ирландского авиационного корпуса. Последний самолет был списан 12 июня 1940 года.

## Модификации
Vickers Type 113 Vespa I
Самолет имел деревянные крылья, радиальный двигатель Brisrol Jupiter.
Vickers Type 119 Vespa II
Модификация Vespa I с металлическими крыльями.
Vickers Type 149 Vespa III
Самолет с улучшенной цельнометаллической конструкцией для Боливии с двигателем Jupiter IV с мощностью в 490л. с. Построено 6 единиц.
Vickers Type 193 Vespa IV
Версия для Ирландии. Самолет оснащался двигателем Armstrong Siddeley Jaguar VIC, мощностью в 490л. с. Построено 4 единицы.
Vickers Type 208 Vespa V
Улучшенная версия Vespa IV для Ирландии. Оснащался двигателем с Таунендским кольцом. Построено 4 единицы.
Vickers Type 210 Vespa VI
Перестроенный прототип самолета, предназначенный для демонстрации Центральному Китайскому правительству.
Vickers Type 250 Vespa VII
Самолет Vespa IV, оснащенный двигателем Bristol Pegasus S, на нем был поставлен мировой рекорд высоты.

## Страны-операторы
Боливия
• Воздушные силы Боливии
Ирландия
• Воздушные силы Ирландии
Соединенное Королевство
• Королевские военно-воздушные силы Великобритании

## Характеристики

### Основные характеристики.
• Экипаж: 2
• Длина: 10.06 м
• Размах крыльев: 15.24 м
• Высота: 3.20 м
• Площадь крыльев: 53.5 м2
• Масса нетто: 1,307 кг
• Масса брутто: 1,982 кг
• Силовая установка: 1 × Armstrong Siddeley Jaguar VIC 14-ти цилиндровый с воздушным охлаждением, 490 л. с.

### Производительность.
• Максимальная скорость: 224 км/ч на высоте 3,000 метров.
• Дальность: 930 км при скорости в 187 км/ч и на высоте 4,600 метров.
• Максимальная высота: 7,900 метров.
• Время набора высоты: 16 минут на высоту 4,600 метров.

### Вооружение.
• Оружие:
• 1 × фиксированный, стреляющий вперед пулемет Vickers, калибра .303 in (7.7 mm)
• 1 × Пулемет Льюиса, калибра .303 in (7.7 mm), расположенный в турели в заднем кокпите.
• Бомбы: устанавливался держатель для бомб.